# Ampelosaurus atacis
Ampelosaurus atacis ("vingårdsödla från Audefloden") är en art av dinosaurier som tillhör släktet Ampelosaurus, en titanosaurie från yngre delen av kritaperioden i det som idag är västra Europa. Som många andra sauropoder kan den ha haft en långa hals och svans, men den hade även kroppspansar i form av osteodermer på ryggen. Denna dinosaurie, som hittades i Frankrike år 1989, kan ha varit runt 15 meter lång från nos till svansspets. Nyligen inträffat mediauppbåd har gjort Ampelosaurus till en av de mest berömda dinosaurierna i Frankrike.

## Etymologi
Den franske paleontologen Jean Le Loeuff beskrev och namngav denna titanosaurie först år 1995. Släktnamnet stammar från de grekiska orden αμπελος/ampelos, som betyder 'vin', och αλλος/sauros, som betyder 'ödla', eftersom de ursprungliga fossila lämningarna hittades nära Blanquette de Limouxs vingård i södra Frankrike. Det finns en namngiven art, A. atacis, som är döpt efter den närliggande Audefloden, vilken kallas Atax på latin.

## Fynd
Ampelosaurus hittades ursprungligen nära kommunen Campagne-sur-Aude i Audedépartementet i Frankrike. Den grävdes fram i de lägre lagren av Marnes Rouges Inférieures-formationen, vilka tillhör den äldre epoken av maastricht (Bessière o. a., 1989) under yngre kritaperioden, eller runt 71 till 65 miljoner år sedan. Dessa sediment representerar en urgammal flodslätt med åtskilliga flodarmar. Marnes Rouges Inférieures-formationen är en benbädd som upptäcktes år 1989.
Resterna efter Ampelosaurus består av åtskilliga revben och kotor av ryggen och svansen, jämte många ben efter lemmarna. Dock har man ännu inte hittat något kranium med undantag för 21 mm långa tänder. Fyra osteodermer mellan 25 och 28 cm långa av olika former grävdes också fram ur Marnes Rouges Inférieures-formationen. Detta material kommer från flera olika individer. Sedan 1989 har man grävt fram ytterligare återstoder i samma region i Frankrike, inkluderat ett relativt komplett skelett med några fragment av kraniet och underkäkarna (Le Loueff, 2005).
Utgrävningar gjordes till att börja med konstant i tolv månader sedan fyndet 1989, ledda av en grupp paleontologer från Musée des Dinosaures i Esperaza (Jean Le Loeuff, Valérie Martin), CNRS (Eric Buffetaut, Haiyan Tong, Lionel Cavin) och Museum d’Histoire Naturelle i Boulogne-sur-Mer (Michel Martin). Andra fynd av organismer i bädden är fisken Lepisosteus, en obestämbar sköldpadda, en primitiv krokodil, en liten theropod, euornithopoden Rhabdodon priscus (Matheron, 1869) samt växter och ryggradslösa djur.

## Klassificering
Karaktärsdrag av svanskotorna och närvaron av osteodermer pekar på att Ampelosaurus tillhör Lithostrotia, en grupp derived titanosaurier som även inkluderar Alamosaurus och Saltasaurus (Upchurch o. a., 2004). Emellertid är detta inte slutgiltigt eftersom Ampelosaurus aldrig har inkluderats i någon kladistisk analys.

### Biogeografi
Ampelosaurus är nu den bäst kända sauropoden från Europa med påträffade ben efter 500 individer, och den är den första titanosaurie som hittats på Norra halvklotet. Andra europeiska sauropoder är Magyarosaurus från Ungern och en ej döpt art från Katalonien i Spanien. Åtskilliga andra fragment och avskilda ben kan tillhöra någon av dessa former (Le Loeuff, 1995). Då de flesta titanosaurier kan hittas på Gondwanaland, den södra världsdelen av den forna superkontinenten Pangea, är flera derived arter kända från maastricht-sediment på Norra halvklotet, från kontinenten Laurasien. Bland dessa är Alamosaurus i Nordamerika och Opisthocoelicaudia från Asien medräknade. Detta antyder att det då och då måste ha förekommit periodiskt återkommande förbindelser mellan de norra och södra världsdelarna. Det verkar bekräftas av det europeiska fyndet av Tarascosaurus, en theropod från yngre krita som liknar abelisauriderna, vilka annars enbart är kända från den södra världsdelen (Le Loeuff & Buffetaut, 1991).